# Derby County
Derby County (offiziell: Derby County Football Club) – auch bekannt als The Rams (deutsch Die Widder) – ist ein englischer Fußballverein aus Derby. Der Klub spielt in Saison 2024/25 in der EFL Championship, der zweithöchsten englischen Liga.
Der Gewinn der englischen Meisterschaft in den Spielzeiten 1971/72 und 1974/75 sowie der Titel im FA Cup 1945/46 stellen die größten Erfolge in der Vereinsgeschichte dar.
Mit dem ebenfalls in den East Midlands liegenden Verein Nottingham Forest verbindet Derby County eine traditionsreiche Rivalität. Die Derbys zwischen den beiden Vereinen sind als „East Midlands Derby“ bekannt und gehen bis in das Jahr 1892 zurück. Der Sieger des Duells erhält seit 2007 in Gedenken an den für beide Vereine als Trainer tätigen legendären Brian Clough, die „Brian Clough Trophy“.
Am 18. September 2021 wurde bekannt, dass der Club Insolvenz angemeldet hat. Einer von mehreren Gründen sei, dass die COVID-19-Pandemie im Vereinigten Königreich den Club hart getroffen habe. Im Zuge des Insolvenzverfahrens wurden dem Verein im September und November 2021 insgesamt 21 Punkte abgezogen. Dies führte letztendlich zum erstmaligen Abstieg in die dritte englische Liga seit 1986.
Nach zwei Spielzeiten in der dritten Liga spielt der Verein seit 2024 wieder in der zweiten Liga.

## Geschichte

### Die ersten Jahre und drei Vizemeisterschaften (1884–1945)
Der Verein wurde 1884 als Ableger des Derbyshire County Cricket Club gegründet. Dabei sollte sich der Name zunächst direkt an dem Cricketverein orientieren und „Derbyshire County FC“ lauten, aber Einwände des heimischen Fußballverbandes – die sich hauptsächlich an der als zu lang empfundenen Bezeichnung störten – sorgten dafür, dass der offizielle Name „Derby County FC“ gewählt wurde.
Die „Rams“, wie Derby County später genannt werden sollte, spielten zunächst wie der Cricketklub im Racecourse Ground, und neben einer Reihe von Freundschaftsspielen sowie inoffiziellen Wettbewerben nahm Derby County ab 1888 am FA Cup teil.
1888 zählte Derby County zu den Gründungsmitgliedern der English Football League. Drei Jahre später schloss sich mit Derby Midland ein weiterer Klub aus der Stadt, der zuvor in der Midland League gespielt hatte, den Rams an. Es begann zudem die Zeit von Steve Bloomer, der heute noch als bester Spieler der Vereinsgeschichte verehrt wird und 1892 zum Klub stieß. Drei Jahre später bezog der Klub mit dem Baseball Ground, der gemäß seinem Namen früher als Baseballfeld gedient hatte, für die nächsten 102 Jahre seine neue Heimspielstätte und legte die Vereinsfarben auf schwarz-weiß fest. In der Football League First Division 1895/96 wurde Derby hinter Aston Villa Vizemeister.
Am 16. April 1898 zog Derby County erstmals in ein FA-Cup-Endspiel ein, verlor dort aber gegen Nottingham Forest mit 1:3. Fast ein Jahr später unterlag der Klub am 15. April 1899 ein weiteres Mal im Finale desselben Wettbewerbs – nun mit 1:4 gegen Sheffield United. Noch chancenloser war der Klub vier weitere Jahre später, als man nach einem halben Dutzend Gegentore gegen den FC Bury mit 0:6 unter die Räder kam. Und auch in der Meisterschaft ließen die Mannschaftsleistungen nach, was 1907 den ersten Abstieg in die zweitklassige Second Division zur Folge hatte. Die Rückkehr in die englische Eliteklasse gelang fünf Jahre später, als Jimmy Methven die Betreuung der Mannschaft übernommen hatte und der zwischendurch zum FC Middlesbrough abgewanderte Bloomer zurückgeholt worden war. Das von Bloomer angeführte Team war bekannt als „die 5 Bs“ („The 5 Bs“) und wurde bis zum Ausbruch des Ersten Weltkrieges neben dem Kapitän selbst von den Spielern Frank Buckley, Tommy Barbour, Horace Barnes und Jimmy Bauchop geprägt. Obwohl der Verein im Jahre 1914 erneut absteigen musste, gelang im darauf folgenden Jahr mit der Zweitligameisterschaft die sofortige Rückkehr in die First Division, die jedoch aufgrund des Krieges erst 1919 wieder angetreten werden konnte. Im Jahre 1921 bedeutete der vorletzte Platz in der Meisterschaft den mittlerweile dritten Abstieg aus der englischen Eliteklasse.
Dennoch sollte sich die nun folgende Ära erfolgreich gestalten. Obwohl der Klub nach seinem Wiederaufstieg im Jahre 1926 keine Titel gewinnen konnte, wurde der Verein zu einer festen Größe im englischen Erstligafußball, belegte ab den späten 1920er-Jahren bis zu Beginn der Saison 1939/40 zumeist einen Platz in der oberen Tabellenhälfte und gewann in den Jahren 1930 und 1936 jeweils die Vizemeisterschaft hinter Sheffield Wednesday bzw. dem FC Sunderland.

### Titelgewinn im FA Cup und Abstieg in die Second Division (1946–1967)
Als der FA Cup nach dem Ende des Zweiten Weltkrieges in der Saison 1945/46 wieder ausgespielt wurde, erreichte Derby County erneut das Finale und konnte nun erstmals nach einem 4:1-Sieg gegen Charlton Athletic nach Verlängerung einen Titel erringen. Dieser Triumph beendete zudem die lange Phase glückloser Halbfinalbegegnungen in diesem Wettbewerb (nicht weniger als zehn Semifinalniederlagen hatten den Verein in der Zeit zwischen 1895 und 1909 ereilt), die im Umfeld des Vereins sogar Anlass für Aberglaube gegeben hatten. Dieser lag darin begründet, dass der Baseball Ground auf einem alten Zigeunercamp errichtet worden war und sich die alten Bewohner der Legende nach für die Vertreibung angeblich mit einem Fluch revanchiert hatten. Der Glaube daran ging sogar so weit, dass Spieler des Vereins bei Zigeunern um die Aufhebung des Fluchs baten.
Auch der Meisterschaftsbetrieb in der Football League fand im darauf folgenden Jahr seine Fortsetzung, aber trotz des Pokalsiegs konnte Derby die gute Vorkriegsform nicht konservieren und stieg 1953 in die Zweitklassigkeit ab. Zwei weitere Jahre später verschlechterten sich die Dinge weiter und der Klub spielte anschließend in der Third Division North erstmals in seiner Geschichte sogar nur noch drittklassig. Nachdem dann im ersten Jahr dort die Rückkehr in die zweite Liga durch die Vizemeisterschaft hinter Grimsby Town noch misslungen war, konnte 1957 die Drittligameisterschaft und die Rückkehr in die zweite Liga gefeiert werden.

### Die Ära Brian Clough (1967–1973)
Bis 1967 agierte der Klub ohne nennenswerte Erfolge in der Zweitklassigkeit, bis dann im Jahre 1967 die Verpflichtung von Brian Clough für einen Schub zurück in den englischen Spitzenfußball sorgte. Clough, dem der ehemalige Torhüter Peter Taylor assistierte, fand zum Zeitpunkt seiner Übernahme einen Klub vor, der sportlich stets um den Verbleib in der Second Division kämpfen musste und dessen letzter großer Pokalerfolg aus dem Jahre 1946 schon deutlich verblasst war. So waren auch die Erwartungen an den noch jungen Trainer Clough gering, dass dieser mit der Mannschaft an vergangene Erfolgen anknüpfen könnte.
Clough gelang aber vor allem durch die Verpflichtung des zentralen Spielers Dave Mackay 1969 der Aufstieg in die First Division, wo er sich mit seinem Team nur ein Jahr später auf Anhieb auf dem vierten Platz positionieren konnte. Aufgrund „finanzieller Unregelmäßigkeiten“ durfte der Klub zwar 1971 nicht an europäischen Vereinswettbewerben teilnehmen, aber dieser Rückschlag konnte nicht verhindern, dass Derby County in der Football League First Division 1971/72 die erste englische Meisterschaft in der Vereinsgeschichte gewinnen konnte. Kurz vor Saisonschluss war Clough dabei mit seiner Familie zu den Scilly-Inseln gereist, während die Mannschaft nach Mallorca geflogen war. Zurück in der Heimat patzten die Konkurrenten Leeds United und der FC Liverpool in ihrem jeweils letzten Saisonspiel, so dass die Rams am 8. Mai 1972 die Meistertrophäe holten. Bester Torschütze der Meistermannschaft wurde Alan Hinton (38 Spiele/15 Tore) vor John O’Hare (40/13) und Kevin Hector (42/12).
Den Titel konnte Derby zwar in der folgenden Saison nicht verteidigen, aber im Europapokal der Landesmeister 1972/73 zog die Mannschaft bis ins Halbfinale vor und stand dort Juventus Turin gegenüber. In einer kontroversen Begegnung schied der englische Meister aus und es richteten sich massive Bestechungsvorwürfe an den italienischen Gegner, die darin gipfelten, dass Clough die Italiener als „betrügende Bastarde“ („cheating bastards“) beschimpfte.
Cloughs oft freimütige Art gegen die Institutionen des Fußballs, die sogar zeitweilig zu einer Ausschlussdrohung des Vereins aus der Football League führte, sorgte schließlich für das Ende seiner Trainerzeit bei Derby County. Nachdem er sich mit dem Vorstand erneut überworfen hatte, verließ er gemeinsam mit Taylor 1973 den Klub. Dadurch entstand ein weitreichender Protest der eigenen Anhänger, die den Vorstand zum Rücktritt bewegen wollten und eine Rückkehr des Erfolgstrainers Cloughs beabsichtigten – ohne Erfolg. Clough sollte sich später auf seine Weise „revanchieren“ und mit einer Reihe ehemaliger Derby-Spieler – darunter John McGovern und Archie Gemmill – mit Nottingham Forest große Erfolge feiern.

### Der zweite Meistertitel und im Landesmeisterpokal gegen Real Madrid (1973–1976)

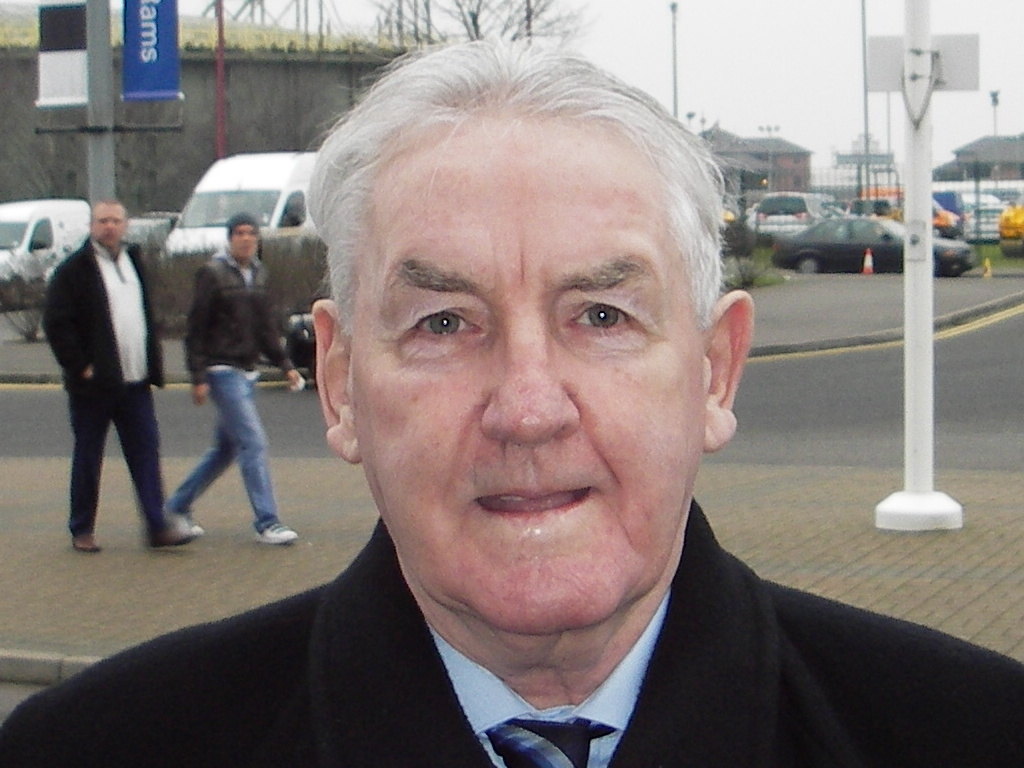
Spieler und Erfolgstrainer bei Derby County: Dave Mackay.

Trotz des Weggangs von Clough konnte Derby County jedoch in der Saison 1974/75 die zweite Meisterschaft gewinnen. Dave Mackay hatte mittlerweile die Trainergeschäfte übernommen und als mitentscheidend für diesen erneuten Erfolg sollten sich die Neuverpflichtungen Francis Lee und Bruce Rioch herausstellen. Vor der anschließenden Spielzeit 1975/76 stieß mit Charlie George ein weiterer „großer Name“ zu der Mannschaft und als der Klub bereits im Achtelfinale des europäischen Landesmeisterwettbewerbs 1975/76 dem großen spanischen Verein Real Madrid gegenüberstand, war es jener Charlie George, der drei Tore zum 4:1-Hinspielsieg beisteuerte. Dieses mutmaßlich spektakulärste Spiel im Baseball Ground sollte jedoch nicht für das Weiterkommen in dem Wettbewerb genügen, da die Rams im Rückspiel nach Verlängerung im Santiago-Bernabéu-Stadion mit 1:5 unterlagen.

### Über die zweite Liga in die Third Division (1976–1984)
Diese „goldene Ära“ des Vereins war damit beendet, die sportlichen Leistungen ließen im weiteren Verlauf der 1970er-Jahre merklich nach, und in der Football League First Division 1979/80 stieg Derby County als Tabellenvorletzter erneut in die zweite Liga ab. Dort war man zwar zunächst ein Anwärter auf die sofortige Rückkehr in die First Division, aber auch dort verschlechterten sich die Dinge kontinuierlich, so dass 1984 – zum Zeitpunkt des 100-jährigen Jubiläums und nur neun Jahre nach der letzten englischen Meisterschaft – sogar der Fall in die Third Division hingenommen werden musste.

### Die Ära Arthur Cox und Aufstieg in die Premier League (1984–1996)
Um den weiteren sportlichen Verfall zu stoppen, verpflichtete der Verein am 28. Mai 1984 den ehemals bei Newcastle United beschäftigten Trainer Arthur Cox, der Derby County innerhalb kurzer Zeit in die erste Liga zurückführte. Nach zwei Jahren gelang der Aufstieg in die Second Division und von dort der sofortige Durchmarsch in die englische Eliteklasse im Jahre 1987.
Mit Spielern wie Peter Shilton, Mark Wright, Dean Saunders und Ted McMinn gelang dort 1988/89 der Sprung in die obere Tabellenhälfte und auf den fünften Platz am Ende der Saison. Da zu diesem Zeitpunkt die englischen Fußballvereine aufgrund der Katastrophe von Heysel von europäischen Vereinswettbewerben ausgeschlossen waren, blieb Derby County jedoch der sportliche Lohn für diesen Ligaerfolg versagt. Die Cox-Mannschaft befand sich zu dieser Zeit auf dem Höhepunkt, doch der Verein sollte schon bald wieder schwierigeren Zeiten entgegensehen, zumal die finanziellen Zuwendungen des kontroversen Präsidenten und Geschäftsmanns Robert Maxwell spürbar nachließen. Derby County stieg 1991 erneut aus der First Division ab und Nachfolger des vermutlich durch Suizid zu Tode gekommenen Maxwell wurde der einheimische Zeitungsmogul Lionel Pickering, nachdem er sich zuvor die Aktienmehrheit über Derby County gesichert hatte.
Nach Einführung der Premier League im Jahre 1992 und der Abtrennung von der Football League spielte der Verein in der nun „First Division“ genannten zweiten englischen Liga. Die Hoffnungen auf eine sofortige Premier-League-Teilnahme hatten ein Ende gefunden, als man im Halbfinale der Play-offs gegen den späteren Sieger Blackburn Rovers unterlag. Mit der Verpflichtung von Craig Short, der für 2,5 Millionen britische Pfund von Notts County gekauft wurde und noch für die folgenden fünf Jahre der teuerste Transfer unterhalb der ersten englischen Liga war, unterstrich Derby County jedoch die Ambitionen, möglichst schnell Teil dieser neu gestalteten Profiliga werden zu wollen.
Durch die hohen Fernsehgelder, die nun über die Premier League verdient werden konnten, und den daraus gewachsenen Konkurrenzdruck gestaltete sich das Aufstiegsvorhaben in diesen Jahren jedoch schwierig. Nachdem Cox gegen Ende des Jahres 1993 aufgrund gesundheitlicher Probleme vom Traineramt zurückgetreten war, kehrte Roy McFarland als sportlicher Leiter zum Verein zurück. Dieser konnte trotz hoher finanzieller Investitionen den Aufstieg nicht realisieren, und nach der Niederlage im Play-off-Finale gegen Leicester City im Jahre 1994 schloss der Klub die anschließende Saison nur auf einem Mittelfeldplatz ab, was wiederum die Entlassung McFarlands zur Folge hatte. Neuer Trainer wurde Jim Smith, der den Verein nach einem langsamen Beginn in erfolgreichere Zeiten führte. Mit Spielern wie Igor Štimac übererfüllte Smith das Saisonziel (in der „oberen Tabellenhälfte“): die Mannschaft gewann die Vizemeisterschaft in der zweiten Liga und konnte somit ihre erstmalige Premier-League-Teilnahme sicherstellen.

### Die Rams in der Premier League und der Umzug ins Pride Park Stadium (1996–2002)
In der ersten Premier-League-Saison des Vereins 1996/97 konnte sich Derby County mit dem zwölften Abschlusstabellenplatz gut etablieren und verfügte über eine Reihe von internationalen Leistungsträgern in der Mannschaft – darunter seien neben Štimac noch Paulo Wanchope, Aljoša Asanović und Jacob Laursen genannt. Zu Beginn der Spielzeit 1997/98 bezog der Klub das neue Pride Park Stadium, das als reines Sitzplatzstadion über 30.000 Plätze verfügte und später auf ein Fassungsvermögen von 33.597 Plätzen ausgebaut wurde. Es folgten weitere qualitativ hochwertige Neuverpflichtungen, darunter die von Stefano Eranio und Francesco Baiano. Dies schlug sich dann auch in erfolgreichen Erstligaplatzierungen nieder und Derby County belegte in dieser und in der anschließenden Spielzeit mit dem neunten und achten Platz jeweils einen einstelligen Tabellenplatz.
Der Höhenflug wurde in der Saison 1999/2000 gestoppt und Derby County fand sich plötzlich im Abstiegskampf wieder. Mit dem 16. Abschlusstabellenplatz und Position 17 in der Spielzeit 2000/01 konnte der Fall in die Zweitklassigkeit schließlich nur knapp abgewendet werden. Trainer Smith trat im Oktober 2001 von seinem Amt zurück, nachdem er zuvor das Angebot des Vereins abgelehnt hatte, Sportdirektor zu werden. Sein Nachfolger wurde Colin Todd, der selbst aber nach nur drei Monaten – die FA-Cup-Drittrundenheimniederlage gegen den Viertligaabstiegskandidaten Bristol Rovers hatte den Ausschlag gegeben – wieder entlassen wurde.
Gegen Ende Januar im Jahre 2002 ernannte die Vereinsführung John Gregory zum neuen sportlichen Leiter, nachdem dieser nicht einmal eine Woche zuvor sein Aus als Trainer von Aston Villa verkündet hatte. Ein Remis gegen den Titelmitfavoriten Manchester United nährte zwar einen Optimismus, dass Derby sich in der Folgezeit aus den Abstiegsregionen entfernen könnte, aber schließlich sorgten sieben Niederlagen aus den letzten acht Spielen dafür, dass der Klub nach sechs aufeinander folgenden Jahren in der Premier League 2001/02 wieder in die Football League zurückkehren musste.

### Ein weiterer Abstieg in die Football League (2002–2006)
Der Abstieg in die Zweitklassigkeit bereitete dem Verein eine ernste Finanzkrise, durch die der Klub zum Verkauf einer Reihe von Schlüsselspielern und zum Neuaufbau einer Mannschaft mit jungen Talenten – darunter aus den eigenen Reihen: Tom Huddlestone und Lee Grant – gezwungen wurde. Eine Rückkehr in die Eliteklasse war dadurch nahezu unmöglich und die Mannschaft setzte sich in der unteren Tabellenhälfte fest. In einer kontroversen Entscheidung suspendierte die Derby-Vereinsführung im März 2003 Trainer Gregory und ersetzte ihn durch George Burley, der vormals Ipswich Town trainiert hatte und nun als Interimslösung dienen sollte. Am Ende konnte mit dem 18. Platz die Klasse erhalten werden, und nachdem der Kontrakt mit Gregory endgültig aufgelöst wurde, übernahm Burley die sportliche Leitung dauerhaft.
Die Muttergesellschaft des Vereins ging im Oktober 2003 kurzfristig in die Insolvenz und in der Folge bereitete der Hauptaktionär Lionel Pickering den Weg zum Verkauf des Vereins für drei Millionen Pfund an den neuen Vorstand, bestehend aus John Sleightholme, Jeremy Keith und Steve Harding. Sportlich gesehen stellte der 20. Platz in der Saison 2003/04 erneut eine Enttäuschung dar. Dies änderte sich aber in der Spielzeit 2004/05 signifikant und der Klub belegte den vierten Platz in der nun „Football League Championship“ genannten zweiten englischen Liga. Im Halbfinale der Ausscheidungsspiele zum Aufstieg in die Premier League verlor Derby County danach gegen Preston North End.
Kurze Zeit später trat Burley zurück und begründete seine Entscheidung mit Meinungsverschiedenheiten mit dem Vorstand. Sein Nachfolger wurde Phil Brown, der jedoch glücklos agierte. Eine Serie schlechter Ergebnisse – darunter eine 1:6-Niederlage gegen Coventry City und eine 1:3 FA-Cup-Niederlage gegen den Drittligisten Colchester United – wurde ihm dann zum Verhängnis, und die Vereinsführung entließ Brown im Januar 2006. Mit Terry Westley übernahm der Jugendtrainer des Vereins die sportliche Leitung und rettete die Mannschaft vor dem Abstieg in die Football League One.

### Rückkehr in die Premier League, direkter Wiederabstieg und Folgejahre (2006–2015)

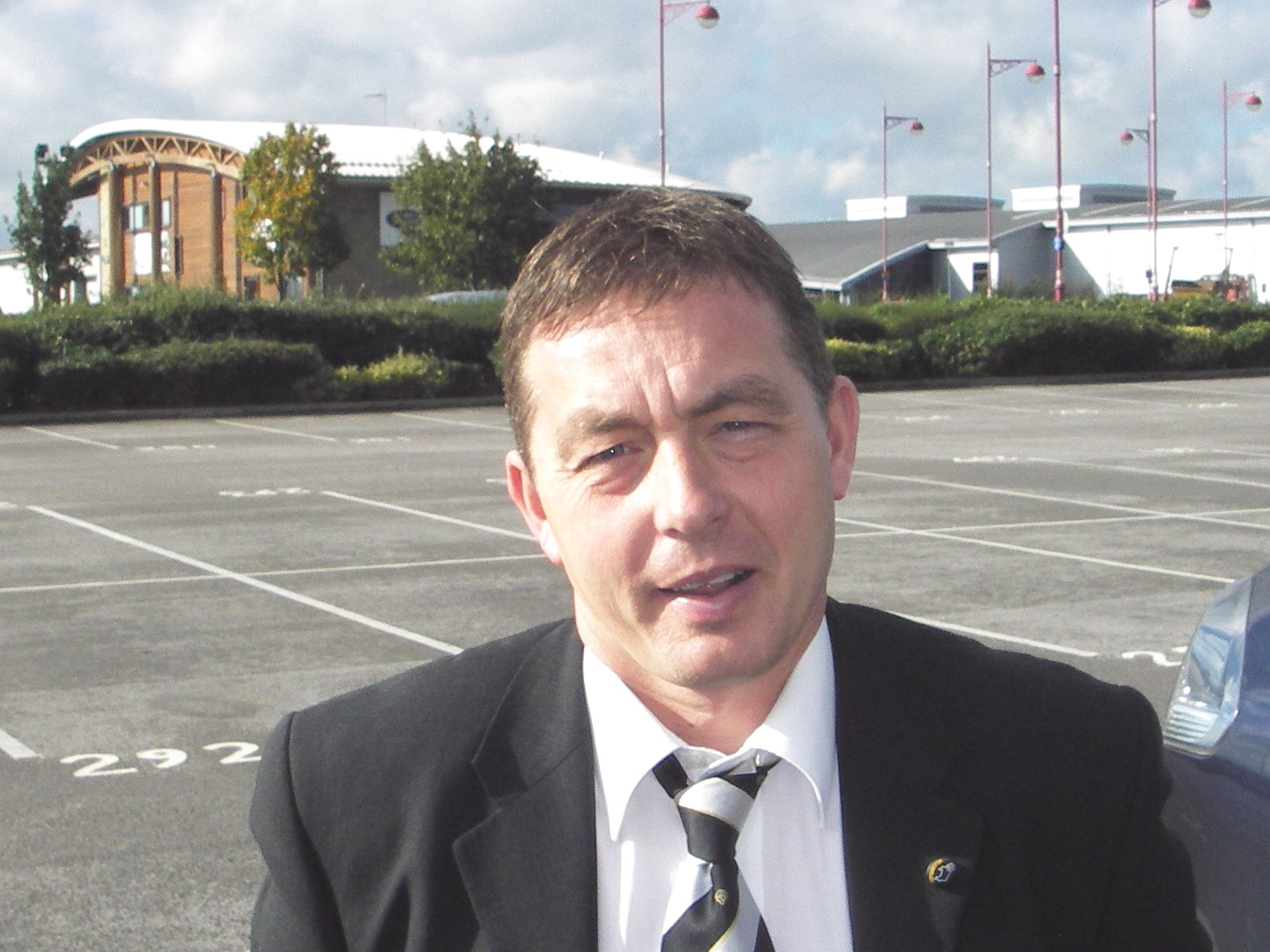
Ehemaliger Trainer von Derby County: Billy Davies.

Im April 2006 trat der Vorstandsvorsitzende John Sleightholme von seinem Amt zurück, nachdem er sich darüber beklagt hatte, dass wichtige Entscheidung ohne sein Wissen getroffen worden seien. Nur einen Monat später folgten ihm die verbliebenen Vorstandskollegen, und das Konsortium „RamsTrust“ – angeführt vom ehemaligen Vizevorsitzenden Peter Gadsby – kaufte den Verein auf, reduzierte den Schuldenstand und sorgte im weiteren Verlauf dafür, dass sich der Klub das Eigentum am Pride Park Stadium zurückholte. Im Juni 2006 verpflichtete die neue Vereinsführung den bei Preston North End sehr erfolgreichen Billy Davies, der sich nun auch in seinem neuen Klub gut einführte und Derby in die Play-off-Spiele der Championship 2006/07 führte. Im Halbfinale besiegte die Mannschaft zunächst im Elfmeterschießen den FC Southampton und war auch im Finale im neuen Wembley-Stadion siegreich. Das einzige Tor des Spiels gegen West Bromwich Albion gelang Stephen Pearson (gleichbedeutend mit dem ersten Treffer Pearsons für Derby überhaupt), wodurch der Aufstieg in die Premier League sichergestellt wurde.
Am 11. Juni 2007 informierte der Verein die Öffentlichkeit über seine Pläne, das Pride Park Stadium von 33.957 auf 44.000 Plätze zu Beginn der Saison 2008/09 ausbauen zu wollen. Damit soll ein Teil der Expansionspläne mit dem Namen „Pride Plaza“ verwirklicht werden, die neben der Renovierung des Stadions noch die Errichtung von Restaurants und den Bau eines Hotels vorsehen.

Vereinswappen bis 2008

Auch sportlich setzte der Klub im Sommer 2007 ambitionierte Zeichen und verpflichtete für die neue vereinsinterne Rekordablösesumme in Höhe von 3,5 Millionen Pfund den walisischen Nationalspieler Robert Earnshaw von Norwich City. Dazu kam für eine Million Pfund Tyrone Mears, der bereits in der Rückserie der Saison 2006/07 von West Ham United ausgeliehen worden war, und für noch einmal drei Millionen Abwehrspieler Claude Davis von Sheffield United.
Trotz dieser personellen Aufrüstung startete der Aufsteiger nach einem Auftakt-Remis gegen den FC Portsmouth mit einer Reihe von Niederlagen, wobei vor allem die 0:6-Niederlage beim FC Liverpool Zweifel an der Erstligatauglichkeit aufkommen ließen. Die Stimmen in der Anhängerschaft wurden lauter, dass Gadsby die üppigen Transferbudgets nicht in adäquate Spieler investiert hätte. Daraufhin trat Gadsby am 29. Oktober 2007 als Vorsitzender zurück. Sein Nachfolger wurde mit Adam Pearson der ehemalige Besitzer von Hull City. Die sportlichen Resultate besserten sich nicht, und nach nur sechs Punkten aus den ersten 14 Spielen verließ Trainer Davies am 26. November 2007 den Verein. Zum neuen sportlichen Leiter wurde zwei Tage später Paul Jewell ernannt, der zuvor erfolgreich bei Wigan Athletic gearbeitet hatte. Während der Wintertransferperiode agierte dieser umfangreich auf dem Spielermarkt, und neben dem Verkauf zahlreicher Akteure fanden sieben Neuverpflichtungen den Weg zu den Rams. Obwohl sich die Leistungen etwas konsolidierten ließen die Resultate auch nach dieser „Frischzellenkur“ weiter zu wünschen übrig, so dass die Rams bereits sieben Spieltage vor Saisonende der Premier League 2007/08 wieder in die Championship League abstiegen. Mit diesem Abstieg stellte Derby County gleich mehrere Negativrekorde auf. Zuvor hatte bei noch keiner anderen englischen Erstligamannschaft der Abstieg bereits vor April festgestanden. Der erste direkte Wiederabstieg in der Geschichte von Derby County wurde begleitet von der höchsten Heimniederlage im heimischen Pride Park (0:6 gegen Aston Villa); kein anderer englischer Profiklub hatte seit Einführung der 3-Punkte-Regelung weniger Punkte gesammelt und zuletzt hatte nur Loughborough Town 108 Jahre zuvor in einer gesamten Spielzeit ebenfalls nur einen einzigen Sieg vorzuweisen. Am 28. Januar 2008 war dem sportlichen Niedergang zum Trotz verkündet worden, dass der Verein von der US-amerikanischen Unternehmensgruppe General Sports and Entertainment aufgekauft worden war. Als neuer Präsident hatte Tom Glick gleichzeitig die Geschäftsführung und Andy Appleby den Vorstandsvorsitz im Verein übernommen.
In der zweiten Liga setzte sich die sportliche Talfahrt in der Saison 2008/09 fort und das Medieninteresse begann vielmehr deswegen anzusteigen, weil der Verein mit der Serie von nicht gewonnenen Ligaspielen einen Negativrekord im englischen Profifußball zu brechen drohte (mit dem 2:1-Sieg gegen Sheffield United gelang Paul Jewell letztlich am 13. September 2008 beim 27. Anlauf der erste Ligaerfolg für Derby County). Am 29. Dezember 2008 trat Jewell von seinem Cheftraineramt zurück und wurde von Chris Hutchings auf Interimsbasis beerbt.
Am 5. Januar 2009 übernahm mit Nigel Clough der Sohn des früheren Derby-Managers Brian Clough den vakanten Trainerposten und sicherte den Klassenerhalt in der Football League Championship 2008/09. Nach vier Spielzeiten mit Platzierungen zwischen dem 10. und dem 19. Tabellenrang trennte sich der Verein am 28. September 2013 nach einer 0:1-Auswärtsniederlage beim Lokalrivalen Nottingham Forest von Clough. Bereits zwei Tage später präsentierte der Vorstand mit dem ehemaligen englischen Nationaltrainer Steve McClaren den Nachfolger. Am Ende der Saison 2013/14 verpasste Derby County den Aufstieg in die Premier League durch eine 0:1-Niederlage im Play-off-Finale gegen die Queens Park Rangers.

### Fünf Jahre unter Eigentümer Mel Morris und der Abstieg in die dritte Liga (2015–)
Dies wiederholte sich am Ende der Saison 2018/19, als die von Frank Lampard trainierte Mannschaft im Play-off-Finale Aston Villa mit 1:2 unterlag. Zudem scheiterte der Verein 2015/16 und 2017/18 zweimal im Halbfinale der Aufstiegs-Play-offs. Die jahrelangen hohen finanziellen Investitionen in die Mannschaft durch den seit 2015 alleinigen Eigentümer Mel Morris, hatten nicht den erhofften Aufstieg in die Premier League zur Folge. Durch den Verbleib in der zweiten Liga und den fehlenden deutlich höheren Einnahmen aus der ersten Liga brach der Verein nach Ansicht der English Football League die vorgegebenen finanziellen Regeln der Liga über einen Dreijahreszeitraum.
Durch den bereits im April 2019 erfolgten kontroversen Verkauf des eigenen Stadions an den Besitzer Mel Morris zu einem deutlich erhöhten Preis hatte der Verein versucht dies zu umgehen. Letztendlich wurde Derby County im August 2020 vom Vorwurf freigesprochen die finanziellen Regeln der EFL gebrochen zu haben. Im Oktober 2020 wurde bekannt, dass der Eigentümer Mel Morris den Verkauf des Vereins beabsichtigt, dieser konnte jedoch in den folgenden Monaten mehrfach nicht realisiert werden. Die sportlichen Leistungen des vor allem abseits des Platzes Schlagzeilen machenden Vereins verschlechterten sich in dieser Zeit auch aufgrund der nur noch geringen Investitionen in die Mannschaft deutlich. In der EFL Championship 2020/21 konnte der seit November 2020 von Wayne Rooney trainierte Verein den Abstieg in die dritte Liga nur knapp abwenden. Dies gelang in einer krisengeschüttelten Saison 2021/22 nicht mehr. Nach einem Transfer-Embargo zu Beginn der Spielzeit, sorgten die Eröffnung des Insolvenzverfahrens und Regelverstöße des Vereins für zwei Punktabzüge über insgesamt 21 Punkte im September und November 2021, die das Erreichen des Klassenerhaltes unmöglich machten.
Nachdem zahlreiche weitere Verkaufsversuche gescheitert waren, erwarb der lokale Unternehmer David Clowes Ende Juni 2022 das Pride Park Stadium von Mel Morris und machte wenige Tage später auch den Kauf des Vereins perfekt. In der EFL League One 2022/23 verpasste Derby County als Tabellensiebter knapp den Einzug in die Aufstiegs-Play-offs und damit die direkte Rückkehr in die zweite Liga. Diese gelang dem Verein in der folgenden Spielzeit als Vizemeister und beendete damit nach zwei Jahren die Drittklassigkeit.

## Kader der Saison 2024/25
(Stand: 7. April 2025)
| Nr. |             | Position | Name                     |
| --- | ----------- | -------- | ------------------------ |
| 1   | Schweden    | TW       | Jacob Widell Zetterström |
| 2   | England     | AB       | Kane Wilson              |
| 3   | Schottland  | AB       | Craig Forsyth            |
| 4   | England     | MF       | David Ozoh               |
| 6   | Norwegen    | AB       | Sondre Langås            |
| 7   | England     | MF       | Tom Barkhuizen           |
| 8   | England     | MF       | Ben Osborn               |
| 9   | Jamaika     | ST       | Kemar Roofe              |
| 10  | England     | ST       | Jerry Yates              |
| 11  | Guatemala   | MF       | Nathaniel Mendez-Laing   |
| 12  | England     | AB       | Nathaniel Phillips       |
| 14  | Nordirland  | ST       | Conor Washington         |
| 15  | Norwegen    | ST       | Lars-Jørgen Salvesen     |
| 16  | England     | MF       | Liam Thompson            |
| 17  | Niederlande | MF       | Kenzo Goudmijn           |
| 18  | Irland      | MF       | Marcus Harness           |

| Nr. |             | Position | Name                  |
| --- | ----------- | -------- | --------------------- |
| 19  | England     | ST       | Kayden Jackson        |
| 20  | Australien  | AB       | Callum Elder          |
| 21  | England     | AB       | Jake Rooney           |
| 23  | England     | MF       | Joe Ward              |
| 24  | Namibia     | AB       | Ryan Nyambe           |
| 25  | England     | AB       | Matt Clarke           |
| 26  | England     | MF       | Darren Robinson       |
| 27  | England     | ST       | Corey Blackett-Taylor |
| 28  | England     | MF       | Harrison Armstrong    |
| 29  | Irland      | MF       | Jeff Hendrick         |
| 31  | England     | TW       | Josh Vickers          |
| 32  | Gambia      | MF       | Ebou Adams            |
| 33  | Niederlande | AB       | Erik Pieters          |
| 35  | England     | AB       | Curtis Nelson         |
| 39  | Jamaika     | ST       | Dajaune Brown         |

## Statistik

### Sportliche Erfolge
- Englische Fußballmeisterschaft
  - Meister: 1972, 1975
  - Vize-Meister: 1896, 1930, 1936
  - Dritter: 1894, 1897, 1949, 1974
- Englischer Fußballpokal (FA Cup)
  - Sieger: 1946
  - Finalist: 1898, 1899, 1903
- Englischer Fußball-Superpokal (FA-Community-Shield)
  - Sieger: 1975
- Europapokal der Landesmeister
  - Halbfinale: 1972/73
- UEFA-Pokal
  - 3. Runde: 1974/75

### Ligazugehörigkeit
- 1888–1907: Football League First Division
- 1907–1912: Football League Second Division
- 1912–1914: Football League First Division
- 1914/1915: Football League Second Division
- 1915–1921: Football League First Division
- 1921–1926: Football League Second Division
- 1926–1953: Football League First Division
- 1953–1955: Football League Second Division
- 1955–1957: Football League Third Division
- 1957–1969: Football League Second Division
- 1969–1980: Football League First Division
- 1980–1984: Football League Second Division
- 1984–1986: Football League Third Division
- 1986/1987: Football League Second Division
- 1987–1991: Football League First Division
- 1991/1992: Football League Second Division
- 1992–1996: Football League First Division
- 1996–2002: FA Premier League
- 2002–2004: Football League First Division
- 2004–2007: Football League Championship
- 2007–2008: Premier League
- 2008–2022: Football League Championship / EFL Championship
- 2022–2024: EFL League One
- seit 2024: EFL Championship

### Europapokalbilanz
| Saison  | Wettbewerb                    | Runde         | Gegner               | Gesamt          | Hin       | Rück          |
| ------- | ----------------------------- | ------------- | -------------------- | --------------- | --------- | ------------- |
| 1972/73 | Europapokal der Landesmeister | 1. Runde      | Željezničar Sarajevo | 4:1             | 2:0 (H)   | 2:1 (A)       |
| 1972/73 | Europapokal der Landesmeister | 2. Runde      | Benfica Lissabon     | 3:0             | 3:0 (H)   | 0:0 (A)       |
| 1972/73 | Europapokal der Landesmeister | Viertelfinale | Spartak TAZ Trnava   | 2:1             | 0:1 (A)   | 2:0 (H)       |
| 1972/73 | Europapokal der Landesmeister | Halbfinale    | Juventus Turin       | 1:3             | 1:3 (A)   | 0:0 (H)       |
| 1974/75 | UEFA-Pokal                    | 1. Runde      | Servette Genf        | 6:2             | 4:1 (H)   | 2:1 (A)       |
| 1974/75 | UEFA-Pokal                    | 2. Runde      | Atlético Madrid      | 4:4 (7:6 i. E.) | 2:2 (H)   | 2:2 n. V. (A) |
| 1974/75 | UEFA-Pokal                    | 3. Runde      | Velež Mostar         | 4:5             | 3:1 (H)   | 1:4 (A)       |
| 1975/76 | Europapokal der Landesmeister | 1. Runde      | Slovan Bratislava    | 3:1             | 0:1 (A)   | 3:0 (H)       |
| 1975/76 | Europapokal der Landesmeister | 2. Runde      | Real Madrid          | 5:6             | 4:1 (H)   | 1:5 n. V. (A) |
| 1976/77 | UEFA-Pokal                    | 1. Runde      | Finn Harps           | 16:10           | 12:0 (H)0 | 4:1 (A)       |
| 1976/77 | UEFA-Pokal                    | 2. Runde      | AEK Athen            | 2:5             | 0:2 (A)   | 2:3 (H)       |

Gesamtbilanz: 22 Spiele, 11 Siege, 4 Unentschieden, 7 Niederlagen, 50:29 Tore (Tordifferenz +21)

### Rekordspieler

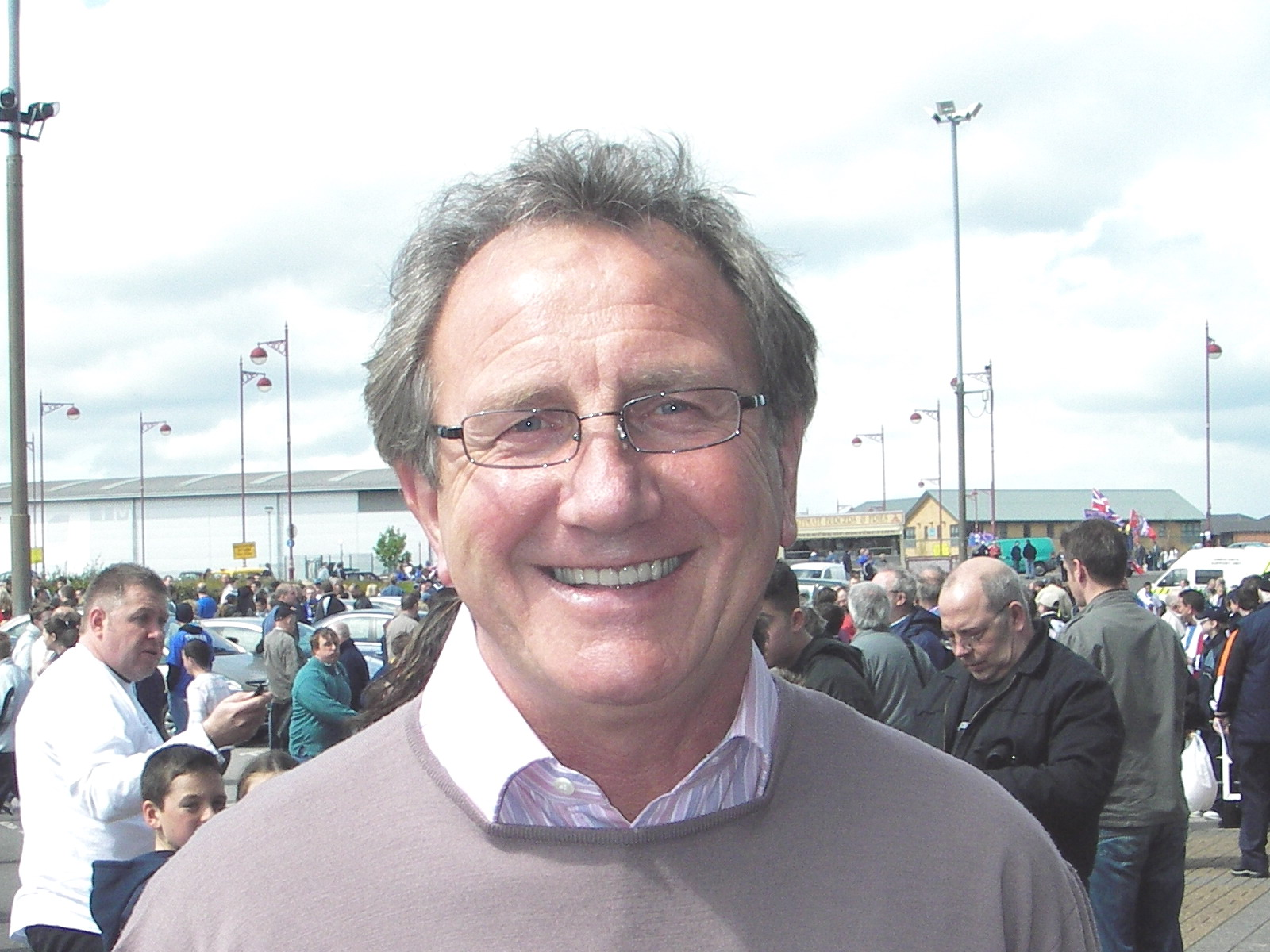
Roy McFarland absolvierte 442 Ligaspiele für Derby County.

Die folgende Aufstellung nennt jeweils die zehn Spieler mit den meisten Pflichtspieleinsätzen und -toren in der Geschichte von Derby County.
| Einsätze | Einsätze           | Einsätze             | Einsätze |
| -------- | ------------------ | -------------------- | -------- |
| 1        | Kevin Hector       | 1966–1978, 1980–1982 | 589      |
| 2        | Ron Webster        | 1960–1978            | 535      |
| 3        | Roy McFarland      | 1967–1981, 1983–1984 | 530      |
| 4        | Steve Bloomer      | 1892–1906, 1910–1914 | 525      |
| 5        | Jack Parry         | 1948–1967            | 517      |
| 6        | Jimmy Methven      | 1891–1906            | 511      |
| 7        | Geoff Barrowcliffe | 1950–1966            | 503      |
| 8        | Sammy Crooks       | 1927–1946            | 445      |
| 9        | Archie Goodall     | 1889–1903            | 423      |
| 10       | Steve Powell       | 1971–1985            | 420      |

| Tore | Tore          | Tore                 | Tore |
| ---- | ------------- | -------------------- | ---- |
| 1    | Steve Bloomer | 1892–1906, 1910–1914 | 332  |
| 2    | Kevin Hector  | 1966–1978, 1980–1982 | 201  |
| 3    | Jack Bowers   | 1928–1936            | 183  |
| 4    | Harry Bedford | 1925–1930            | 142  |
| 5    | Jackie Stamps | 1939–1953            | 126  |
| 6    | Alf Bentley   | 1906–1911            | 112  |
| 7    | Alan Durban   | 1963–1973            | 112  |
| 8    | Sammy Crooks  | 1924–1946            | 111  |
| 9    | Jack Parry    | 1948–1967            | 110  |
| 10   | Bobby Davison | 1982–87, 1991        | 106  |

### Trainer
- 1896–1906  Harry Newbould
- 1906–1922  Jimmy Methven
- 1922–1925  Cecil Potter
- 1925–1941  George Jobey
- 1944–1946  Ted Magner
- 1946–1953  Stuart McMillan
- 1953–1955  Jack Barker
- 1955–1962  Harry Storer
- 1962–1967  Tim Ward
- 1967–1973  Brian Clough

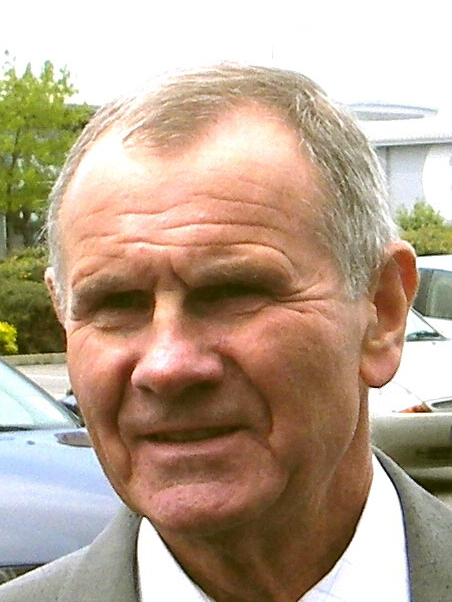
Arthur Cox trainierte Derby County von 1984 bis 1993.

- 1967–1973  Peter Taylor (Co-Trainer)
- 1973–1976  Dave Mackay
- 1976–1977  Colin Murphy
- 1977–1979  Tommy Docherty
- 1979–1982  Colin Addison
- 1982  John Newman
- 1982–1984  Peter Taylor
- 1984–1993  Arthur Cox
- 1993–1995  Roy McFarland
- 1995–2001  Jim Smith
- 2001–2002  Colin Todd
- 2002–2003  John Gregory
- 2003–2005  George Burley
- 2005–2006  Phil Brown
- 2006–2007  Billy Davies
- 2007–2008  Paul Jewell
- 2009–2013  Nigel Clough
- 2013–2015  Steve McClaren
- 2015–2016  Paul Clement
- 2016  Darren Wassall
- 2016  Nigel Pearson
- 2016–2017  Steve McClaren
- 2017–2018  Gary Rowett
- 2018–2019  Frank Lampard
- 2019–2020  Phillip Cocu
- 2020–2022  Wayne Rooney
- 2022–2025  Paul Warne
- seit 2025  John Eustace